# Leslie Hutchinson
Leslie Arthur Julien Hutchinson, alias Hutch, est un chanteur et musicien né à la Grenade le 7 mars 1900 et mort à Londres le 18 août 1969.
Dans les années 1920 et 1930, il fut l'une des plus grandes stars de cabaret au monde.

## Biographie

### Jeunesse
Hutch, fils de George Hutchinson et de Marianne Turnbull, est né à Gouyave en 1900, sur l'île de Grenade qui faisait alors partie des îles du Vent britanniques. Dès son enfance, il prend des cours de piano.
En 1916, encore adolescent, il déménage à New York pour étudier la médecine, ayant obtenu une place en raison de ses aptitudes. Il commence alors à jouer du piano et à chanter dans les bars.

### Carrière
À New York, Hutch rejoint un groupe noir dirigé par Henry « Broadway » Jones, qui se produit souvent pour de riches familles blanches telles que les Vanderbilts, ce qui attise la colère du Ku Klux Klan. En 1924, Hutch quitte l'Amérique pour Paris, où il aura une résidence dans le club de Joe Zelli et deviendra l'ami et l'amant de Cole Porter.
Encouragé par Edwina Mountbatten, il part pour l'Angleterre en 1927 pour jouer dans une comédie musicale de Rodgers and Hart, et devient vite le chouchou de la bonne société britannique, et de la population en général. Hutch est le chanteur préféré du prince de Galles de l'époque, futur roi Édouard VIII ; star britannique de premier plan dans les années 1920 et 1930, il est pendant un certain temps la mieux payée du pays. On l'entend régulièrement sur les ondes de la BBC. Sa version de These Foolish Things est un de ses plus grands succès. Cependant, malgré sa popularité, Hutch n'échappe pas aux préjugés raciaux de son époque.
Hutch a enregistré plusieurs des chansons de Cole Porter, notamment Begin the Beguine et Let's Do It (Let's Fall in Love), sur laquelle il aurait composé soixante-dix nouveaux couplets.
Selon le Harlem World Magazine, « Hutch a été l'une des premières stars de Grande-Bretagne à se porter volontaire pour divertir les troupes au pays et à l'étranger pendant la Seconde Guerre mondiale, mais il n'a jamais reçu aucune reconnaissance officielle pour cela, et son nom n'apparaît sur aucune liste de distinctions ».
D'après le critique de jazz Will Friedwald, Leslie Hutchinson a été le premier et à son époque le seul chanteur noir autorisé à chanter des chansons d'amour romantiques et sophistiquées. Ce n'est que plus tard que des chanteurs comme Nat Cole, Billy Eckstine et Bobby Short l'ont suivi.

### Vie privée
En 1923 ou 1924, Leslie Hutchinson épouse à New York Ella Byrd, d'ascendance africaine, anglaise et chinoise. Leur fille, Lesley Bagley Yvonne, naît le 9 avril 1926. Hutch aura sept autres enfants de six mères différentes : Gordon en août 1928, Gabrielle en septembre 1930, Jennifer en octobre 1939, Gerald et Chris en 1948, Graham en 1953 et Emma en avril 1965.
En 1930, l'une des maîtresses de Hutch, la débutante Elizabeth Corbett, tombe enceinte. Sa famille tente d'étouffer l'affaire en mariant à la hâte Corbett à un officier et en essayant de faire passer l'enfant pour le sien. Mais à sa naissance, le mari de Corbett refuse de reconnaître la fillette métisse ; il s'agit de Gabrielle, qui est alors placée pour adoption. Le père de Corbett poursuivra Hutch en justice.
Une rumeur se répand selon laquelle Hutch a une liaison durable avec Edwina Mountbatten, une aristocrate britannique, dans les années 1930. L'affaire scandalise les classes supérieures britanniques, fait les grands titres des tabloïds et embarrasse la belle-famille royale de Lady Mountbatten. Des poursuites sont engagées contre certains titres de presse. À la suite de ce scandale, Hutch est fui par une partie de ses anciens producteurs.
Parmi les autres maîtresses supposées de Hutch, on compte les actrices hollywoodiennes Tallulah Bankhead et Merle Oberon. Hutch était probablement bisexuel et aurait eu des relations avec Cole Porter et Ivor Novello.

### Décès

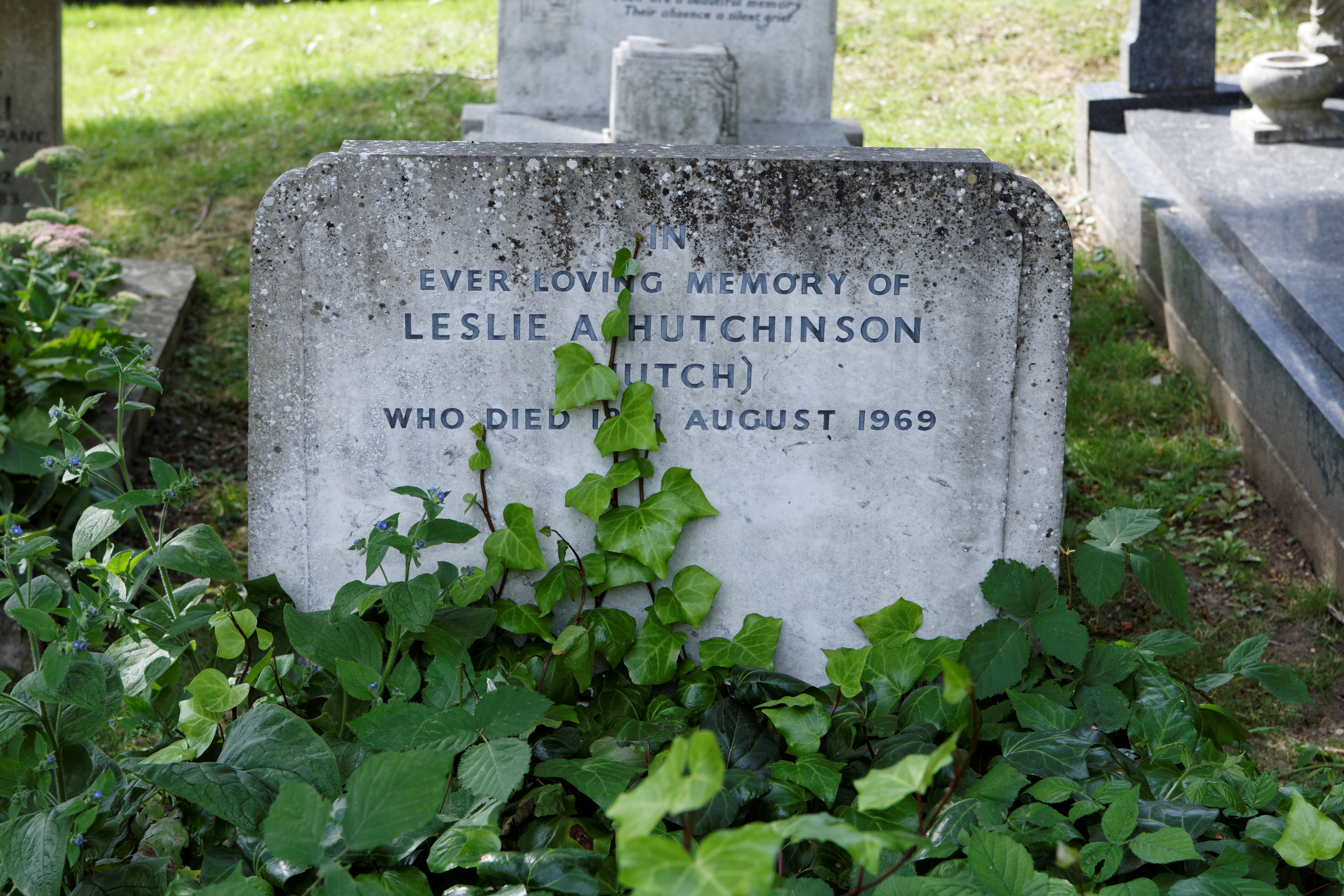
La tombe de Hutchinson au cimetière de Highgate

Leslie Hutchinson, en mauvaise santé dans ses dernières années, meurt à Londres d'une pneumonie le 19 août 1969. Quarante-deux personnes assistent à ses funérailles.

## Postérité
Le 12 octobre 2012, une plaque bleue commémorative du patrimoine anglais en l'honneur de Hutch a été dévoilée par sa fille Gabrielle Markes, au 31 Steele's Road, Belsize Park, où il a vécu de 1929 à 1967.
En novembre 2016, Hutch apparaît dans la série BBC Black and British: A Forgotten History (en), dans l'épisode 4 intitulé « The Homecoming » et présenté par l'historien David Olusoga. À cette occasion, une plaque est dévoilée par deux de ses enfants, Gabrielle et son demi-frère Chris, en présence de la famille élargie, au restaurant Quaglino's où il s'est produit durant sa carrière.

## Filmographie
En tant qu'acteur
- Big Business (1930) : un pianiste
- Beloved Imposter (1936)
- Brass Monkey (1948, crédité Leslie A. Hutchinson) : Hutch
- The Treasure of San Teresa (1959, crédité Hutch) : le pianiste de Billie's

Dans son propre rôle
- Coq du Nord (1935)
- Starlight (1936, série télévisée)
- Happidrome (1943, non crédité)

Bandes originales
- Big Business (1930) : « Always Your Humble Slave », interprète
- Brass Monkey (1948) : « To-Morrow's Rainbow », interprète